# Alejandro Viana
Alejandro Viana Esperón (Puenteareas, 16 de mayo de 1877 - México, D.F., 1952) fue un industrial y político republicano español. Se casó en 1918 con Josefina Dotras Fábregas (1889-1960), natural de Marín, pero no tuvieron descendencia.
En las elecciones generales de 1933 fue candidato a diputado a Cortes en la circunscripción de Pontevedra por Acción Republicana, pero no fue elegido. En 1935 fue nombrado jefe provincial de Izquierda Republicana en Pontevedra, obteniendo escaño de diputado en las elecciones generales del año siguiente. El golpe de Estado de julio de 1936 que dio lugar a la Guerra Civil le sorprendió en Madrid, donde permaneció hasta 1938, cuando se trasladó a Valencia y de ahí a Barcelona. En 1939 se exilió en París, donde trabajó para el Servicio de Evacuación de Refugiados Españoles (SERE). Cuando el Tercer Reich ocupó Francia se inició para Alejandro Viana un largo periplo: huyó a Burdeos y, hacia 1941, avisado de que la Gestapo quería capturarlo, marchó a Suiza y de ahí a Tolón, en Francia de nuevo en la zona de Provenza-Alpes-Costa Azul. Desde allí consiguió salir hacia Argentina con el mismo barco que Niceto Alcalá Zamora, pero el buque fue bombardeado en Dakar y se vio obligado a desembarcar porque le caducaba el visado. Desde Senegal fue enviado a Casablanca donde estuvo internado un mes en un campo de concentración. Después de numerosas gestiones, consiguió viajar a México y allí se instaló definitivamente. En Ciudad de México regentó una farmacia y consiguió la exclusiva distribución de penicilina para todo el país.